# Muhammad Mian Soomro
Muhammad Mian Soomro (Urdu: محمد میاں سومرو) là Thủ tướng Pakistan tạm quyền từ ngày 16 tháng 11 năm 2007. Ông đã là Chủ tịch Thượng viện Pakistan cho đến ngày nhậm chức thủ tướng. Soomro xuất thân từ một gia đình chính trị nổi tiếng Sindh tích cực hoạt động trong cuộc sống công chúng từ năm 1923. Cha ông, Ahmad Mian Soomro quá cố, là một nghị sĩ, đã đảm nhận chức Phó chủ tịch Hạ viện của Tây Pakistan và là một thượng nghị sĩ của Thượng viện Pakistan và đã giúp thiết lập Các chế độ ủy ban Thượng viện.

## Thời trẻ và học vấn
Soomro học phổ thông tại Trường công Sadiq, Bahawalpur. Ông đã nhận bằng cử nhân ưu tú tại Forman Christian College, Lahore. Ông đã nhận bằng cao học vật lý tại Đại học Punjab, sau đó là bằng cao học về quản lý Operations ở Đại học Northrop, hiện nay không còn tồn tại nữa.